# Alexander Hack
Alexander Hack (* 8. September 1993 in Memmingen) ist ein deutscher Fußballspieler. Der Innenverteidiger spielt seit Januar 2025 für die New York Red Bulls.

## Karriere

### Vereine
Hack spielte zunächst in den Jugendmannschaften des TSV 1862 Babenhausen und FC Memmingen, später in der des TSV 1860 München. 2012 ging er zurück nach Memmingen und wurde beim Regionalligisten Stammspieler in der ersten Mannschaft. Nach einer Saison wechselte er in die Dritte Liga zur SpVgg Unterhaching und unterschrieb dort seinen ersten Profivertrag. Er wurde hauptsächlich in der ersten (28 Drittligaspiele in der Saison 2013/14), gelegentlich auch in der zweiten Mannschaft eingesetzt.
In der Sommerpause 2014 wechselte Hack zur zweiten Mannschaft des 1. FSV Mainz 05. Am 28. November 2015 debütierte er beim 2:1-Sieg gegen Eintracht Frankfurt in der Bundesliga. Im November 2015 unterschrieb er einen Profivertrag, dessen Laufzeit im Juni 2024 endete. Seinen ersten Bundesligatreffer erzielte er bei der 2:3-Auswärtsniederlage gegen Hannover 96 am 13. Januar 2018, dem 18. Spieltag der Saison 2017/18.
Anfang August 2023 wechselte er nach Saudi-Arabien zum Zweitligisten al-Qadisiyah FC.
Nach einem halben Jahr Vereinslosigkeit schließt er sich Ende Januar 2025 den New York Red Bulls an und unterschrieb dort einen Vertrag bis 2026.

### Nationalmannschaft
Hack spielte 2013 und 2014 insgesamt viermal für die deutsche U-20-Nationalmannschaft.